# Campeonato Capixaba 2008
In 2008 werd het 92ste Campeonato Capixaba gespeeld voor voetbalclubs uit de Braziliaanse staat Espírito Santo. De competitie werd georganiseerd door de FES en werd gespeeld van 12 januari tot 18 mei. Serra werd kampioen. 

## Eerste fase
| Plaats | Club                 | Wed. | W  | G | V  | Saldo | Ptn. |
| ------ | -------------------- | ---- | -- | - | -- | ----- | ---- |
| 1.     | Linhares             | 18   | 11 | 5 | 2  | 23:10 | 38   |
| 2.     | Serra                | 18   | 10 | 5 | 3  | 28:21 | 35   |
| 3.     | Jaguaré              | 18   | 8  | 6 | 4  | 37:26 | 30   |
| 4.     | Rio Bananal          | 18   | 8  | 5 | 5  | 34:20 | 29   |
| 5.     | Vilavelhense         | 18   | 7  | 4 | 7  | 28:26 | 25   |
| 6.     | Atlético Colatinense | 18   | 7  | 4 | 7  | 23:30 | 25   |
| 7.     | Rio Branco           | 18   | 6  | 3 | 9  | 22:28 | 21   |
| 8.     | Desportiva Capixaba  | 18   | 6  | 2 | 10 | 30:28 | 20   |
| 9.     | Pinheiros            | 18   | 3  | 7 | 8  | 25:35 | 16   |
| 10.    | CTE Colatina         | 18   | 2  | 3 | 12 | 25:51 | 9    |

|  | Geplaatst voor tweede fase |
|  | Degradatie                 |

## Tweede fase
In geval van gelijkspel gaat de club met de beste notering in de competitie door. 
|  | Halve finale | Halve finale | Halve finale |   |       | Finale | Finale | Finale |
|  |              |              |              |   |       |        |        |        |
|  | Jaguaré      | 1            | 2            |   |       |        |        |        |
|  | Serra        | 2            | 1            |   |       |        |        |        |
|  | Serra        | 2            | 1            |   | Serra | 1      | 2      |        |
|  |              |              |              |   | Serra | 1      | 2      |        |
|  |              | Rio Bananal  | 2            | 0 |       |        |        |        |
|  | Rio Bananal  | Rio Bananal  | 2            | 0 | 1     | 2      |        |        |
|  | Rio Bananal  |              |              |   | 1     | 2      |        |        |
|  | Linhares     | 1            | 1            |   |       |        |        |        |

### Kampioen
| Campeonato Capixaba de 2008 |
| Espírito Santo              |
| --------------------------- |
| SERRA Kampioen (5° titel)   |